# Szentkirályi Gyula
Vitéz érszentkirályi Szentkirályi Gyula (Mezőlak, 1880. április 4. – Hosszufalu, Zala vármegye, 1937. április 15.) császári és királyi huszáralezredes, földbirtokos, 1921 és 1931 között Zala vármegye Vitézi Rend székkapitánya, a "Badacsonyi Pince-szövetkezet" elnöke, a "Alsódunántuli Zöldmezőegyesület" tagja, a "Zalavármegyei Gazdasági Egyesületnek" a tagja, virilista.

## Élete
Az erdélyi református nemesi származású érszentkirályi Szentkirályi család sarja. Apja, idősebb érszentkirályi dr. Szentkirályi Gyula (1852–1897), jogász, nagybirtokos, királyi törvényszéki biró Kolozsváron, anyja, a római katolikus nemesi származású gyulafehérvári és tindárosi Dindár Laura asszony volt. Anyai nagyszülei lovag gyulafehérvári és tindárosi Dindár Elek (1834–1909), és nagyajtai Cserey Mária (1841–1910) voltak. Apai nagyszülei Szentkirályi Gábor (1827–1878) Torda vármegyei alispán és léczfalvi Várhegyi Erzsébet voltak.
Az első világháborúban hősiesen vett részt. Sikeres katonatiszti pályafutása után huszáralezredesként nyugalomba vonult. 1921-től Zala vármegye Vitézi Rend első székkapitánya egészen 1931.-ig. 1923. november 18.-án Festetics Tasziló herceg 30 holdas telkeket adományozott szegény vitézek számára, amelyekre az illetőket ünnepélyes kerek között iktatták be. 1925 áprilisában Zalavármegye vitézi széke a megyegyülés alkalmával tartotta meg szokásos évi székgyülését a megyeház kis tanácstermében. Ekkor beszámolott tartottak arról, hogy hány vitéz volt a vármegyében, valamint arról is hogy mennyi vitézi telket adományoztak addigra: Batthyány-Strattmann László herceg 75 holdat, Festetics Tassziló herceg 30 holdat, a Pannonhalmi Szent Benedekrendi Főapátság 30 holdat, Rubido-Zichy Iván báró 10 holdat, felsőbükki Nagy György és Sándor 101 holdat önkéntesen adományoztak a zalai szegény vitézek számára. Vitéz Szentkirályi Gyula és vitéz felsőpataki Bosnyák Andor, főhadnagy, földbirtokosok, saját alapítású tiszti vitézi telkeket adományoztak. Az igen tevékeny Szentkirályi Gyula közkedvelt és tisztelt székkapitánynak ismerték. A vármegye földbirtokosai élénken továbbra is adományoztak újabb telkeket; 1927. május 16.-án ünnepi keretek között folyt le harminc zalai vitéz telekbe iktatása. 1931. november 1.-jén az Országos Vitézi Szék vitéz Szentkirályi Gyulát helyettesítve, vitéz Békéssy Rudolf (1883–1972) nyugalmazott alezredest bízta meg Zala vármegye vitézi székkapitányságának vezetésével. Ez után Szentkirályi Gyula földbirtokán gazdálkodott és igen aktívan foglalkozott az északbalatoni bortermeléssel az 1930-as években; a "Badacsonyi Pince-szövetkezet" elnöke is volt.
A Zala vármegyei Hosszufalun, 1937. április 15.-én hunyt el szervi-szívbajban.

## Házassága és gyermekei
1907. december 9., Budapesten feleségül vette a római katolikus Zala vármegyei nemesi származású várbogyai és nagymadi Bogyay Melanie Judit (*Zalahaláp, 1883. október 21.–†Budapest, 1960. július 20.) kisasszonyt, akinek a szülei várbogyai és nagymadi Bogyay István (1835–1900), földbirtokos, és nedeczei Nedeczky Konstancia (1843–1916) voltak. Az apai nagyszülei várbogyai és nagymádi Bogyay Lajos (1803–1875), császári és királyi kamarás, Zala vármegye megyefőnöke 1849 és 1860 között, földbirtokos és várbogyai és nagymadi Bogyay Eleonóra (1808–1883) voltak. Tanúk voltak a menyasszony részéről: Batthyány József gróf országgyűlési képviselő, a vőlegény részéről Gappy gróf császári és királyi kamarás, ezredes. Mint nyoszolyólányok szerepeltek: Szentkirályi Ilona, Szluha Elvira, zalabéri Horváth Vilma. Vőfélyek voltak: Bogyay Artúr császári és királyi kamarás, főhadnagy, Szentkirályi Béla, bedenghi és berencsi Nyáry Sándor gróf csácsászári és királyi huszárfőhadnagy. Jelen voltak az örömanyákon kívüli Désy Zoltán államtitkár, Szentkirályi István és neje, Bogyay Stefánia, özv. Horváth Gáborné, szül, Szentkirályi Margit, Sándor Árpád császár és királyi kamarás, huszárkapitány és neje. A menyegző után a Hungária-szállóban fényes lakoma volt, a mely után a fiatal pár a Riviérára utazott. A házasságukból született:
- Szentkirályi Elemér (*Graz, 1909. március 26.–†Budapest, 1993. március 7.), tartalékos huszárfőhadnagy. neje, Filep Eszter.
- Szentkirályi Ilona (*Marburg, 1910. július 19.–†Budapest, január 16., 2000). Férje, jármi és szolnoki Jármy Gábor Zsigmond (*Budapest, 1909. március 24.–†Budapest, 1985. július 12.) földbirtokos.
- Szentkirályi Marietta